# Còdexs maies

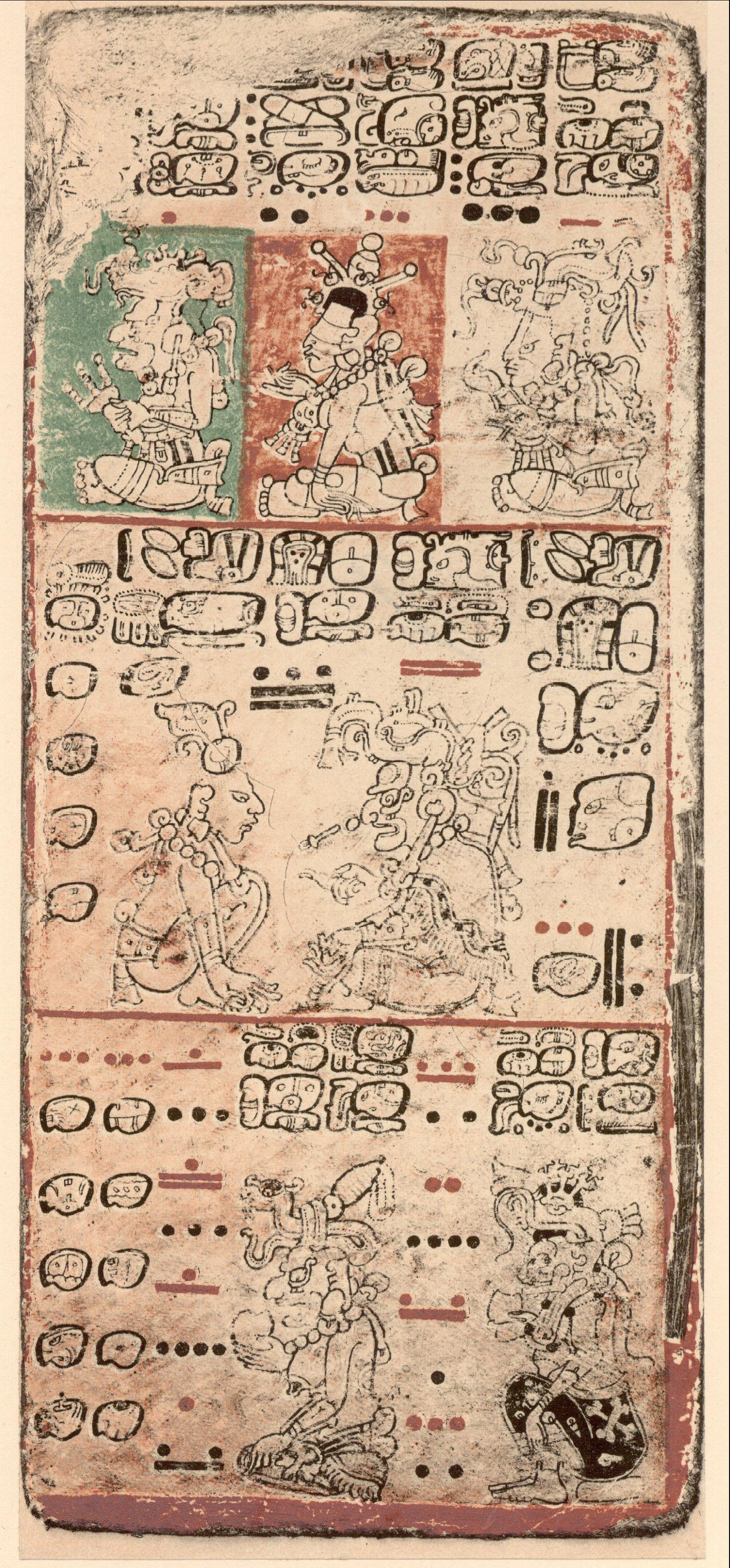
Pàgina 9 del Còdex Dresden (de l'edició de Ernst Förstemann, en 1880)

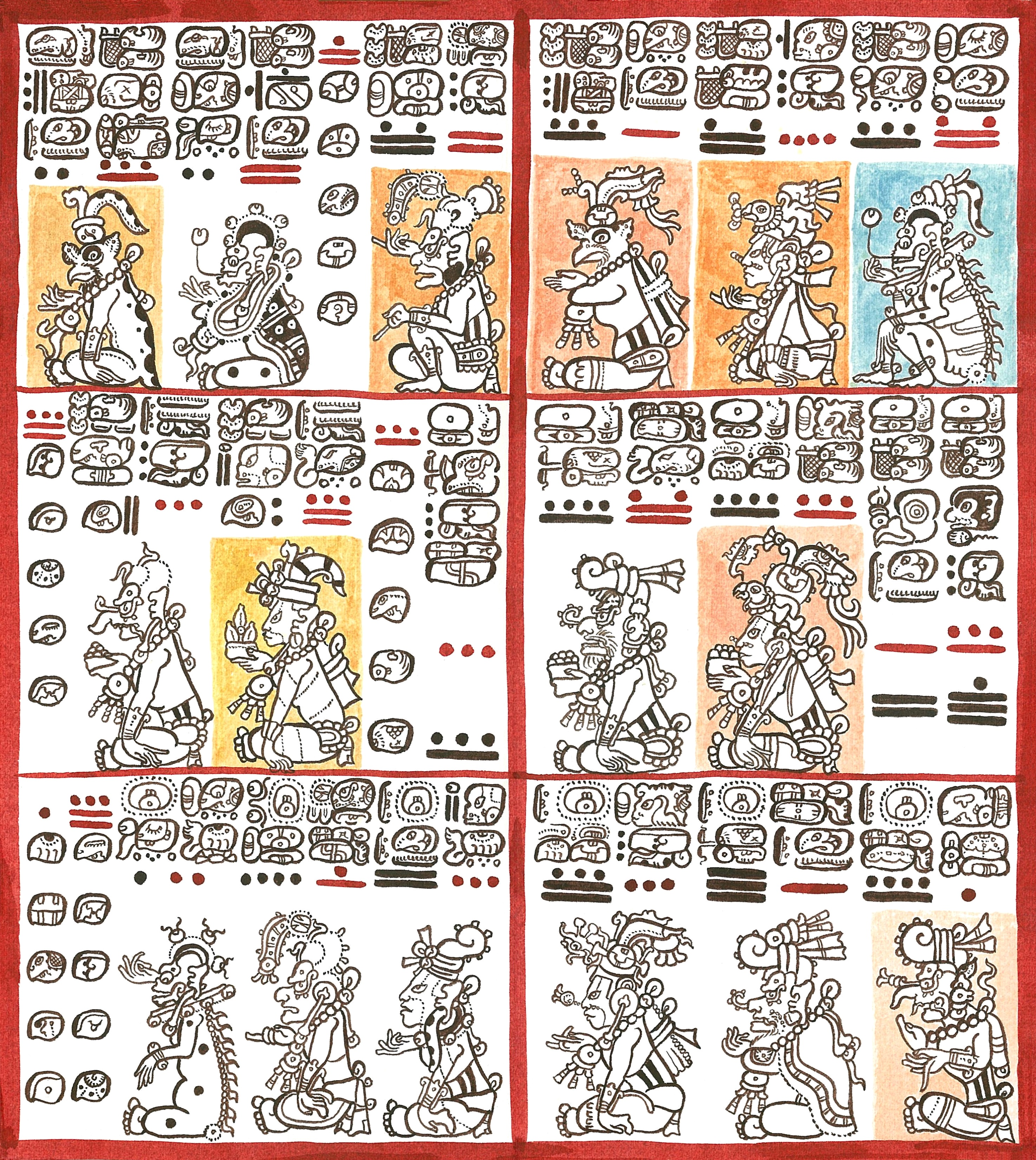
Làmines 10 i 11 del Còdex de Dresden

Els còdexs maies són llibres escrits abans de la conquesta i en la seva escriptura s'emprenen caràcters jeroglífics, que mostren alguns trets de la civilització maia. Els còdexs han estat nomenats prenent com a referència la ciutat en la qual es localitzen. El Còdex Dresden és considerat el més important. Els maies van desenvolupar el seu tipus de paper en una època relativament primerenca, ja que hi ha proves arqueològiques de l'ús d'escorces des d'inicis del segle V. Ells ho cridaven huun.

## Història
Hi havia diversos llibres maies escrits al temps de la conquesta de Yucatán al segle xvi, però gairebé tots van ser destruïts més tard per conqueridors i missioners. En particular, els oposats en la Península de Yucatán van ser destruïts per ordres de Fra Diego de Landa el juliol de 1562. Els còdexs són una font d'informació primària de la cultura maia, juntament amb les inscripcions en pedres i monuments, esteles que van sobreviure fins als nostres dies i els frescs d'alguns temples. Moltes de les claus per entendre al món maia van ser així destruïdes.
Alonso de Zorita va escriure que en 1540 ell va veure aquests llibres en l'altiplà de Guatemala que “narraven la seva història de més de Vuit-cents anys enrere i que li van ser interpretats per Indígenes molt ancians” (Zorita 1963, 271-2). Fra Bartolomé de les Cases es va lamentar quan va descobrir que aquests llibres van ser destruïts i va escriure: "Aquests llibres van ser vists pels nostres clergues, i jo encara vaig poder veure restes cremades pels monjos aparentment perquè ells van pensar que podrien danyar als indígenes en matèria de religió, ja que es trobaven a l'inici de la seva conversió". Els darrers destruïts van ser els de Tayasal, Guatemala, l'última ciutat d'Amèrica en ser conquistada el 1697.
Només tres còdexs considerats autèntics van sobreviure fins als nostres temps. Aquests són:
- El Còdex Dresden;[2]
- el Còdex de Madrid, també conegut com el Còdex Tro-Cortesià;
- el Còdex de París, també conegut com el Còdex Peresià;

Semblants en forma i estructura, cadascun està escrit en una sola fulla plegada de gairebé 7 metres de llarg i d'entre 20 i 22 centímetres d'alt, en plecs que mesuren prop d'11 centímetres d'amplada.
L'autenticitat del Còdex de Grolier, també conegut com el Fragment de Grolier, no és acceptada per tots els mayistes.

## El Còdex Dresden
El Còdex Dresden està guardat en la Sächsische Landesbibliothek (SLUB), la biblioteca estatal a Dresden, Alemanya. És el més elaborat dels còdexs. És un calendari que mostra quins déus influeixen en cada dia. Explica detalls del calendari maia i la numeració maia. El còdex està escrit en un llarg full de paper doblegat de manera que forma 39 fulles, escrites en tots dos costats. Probablement va ser escrit per escribes maies just abans de la conquesta espanyola. D'alguna manera va arribar a Europa i es va vendre a la llibreria real de la cort de Saxònia a Dresden, en 1739.
A les pàgines 46 a 50 inclou un calendari de Venus, la qual cosa mostra que els maies tenien un calendari molt complex associat amb idees cerimonials. En cadascuna d'aquestes pàgines es troben quatre columnes, cadascuna amb trenta dels signes utilitzats al calendari de 260 dies, anomenat "tzolkin". Cadascun dels signes representa el dia en el tzolkin on ha començat una posició particular d'un dels cinc períodes de Venus que complementen vuit anys de 365 dies. Les quatre columnes de cada pàgina en particular representen a Venus en les seves quatre posicions en el firmament: la conjunció superior, l'estel del matí, la conjunció inferior i l'estel de la tarda. En la part inferior de cada pàgina es mostra en nombres maies el nombre de dies de cada període.
Un afeccionat alemany, Joachim Rittsteig vinculat a teories pseudocientífiques, va anunciar en 2011 haver desxifrat aquest còdex el qual, segons va afirmar, li permetria situar un tresor d'unes vuit tones d'or en tauletes.
Experts en cultura maia asseguren que aquestes lectures, i la posterior expedició empresa per Rittsteig, manquen de rigor científic 
- El Còdex Kingsborough conté la versió Aglio del Còdex de Dresden. En 1825-1826 l'italià Agostino Aglio va realitzar una còpia del Còdex de Dresden en blanc i negre per Lord Kingsborough. Aquest, al seu torn, la va publicar en el llibre Antiquities of Mexico, que va tenir nou toms. Aglio havia preparat també una versió a color, però Kingsborough va morir abans que es publiqués.[6] Es va dir posteriorment Còdex Kingsborough, en record del seu compilador, al conjunt de documents facsimilars i de còpies dels manuscrits precolombins mesoamericans que va incloure Lord Kingsborough en la seva publicació original: Antiquities of Mexico.[7]

## El Còdex de Madrid

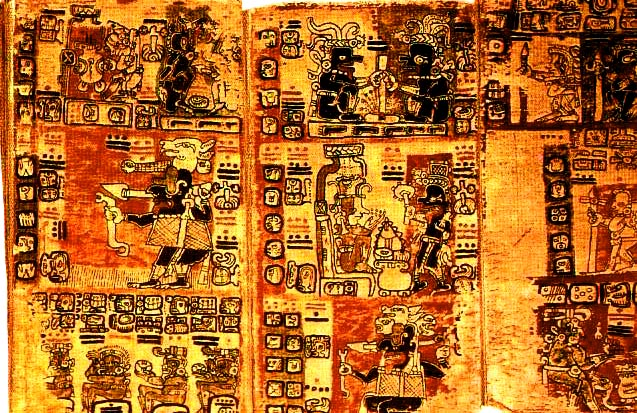
Fragment del Còdex de Madrid.

El Còdex de Madrid parla sobre horòscops i taules astrológiques i és el producte de vuit escribes diferents. Es troba en el Museu d'Amèrica a Madrid, Espanya. Té 112 pàgines, separades en dues seccions, conegudes com el Còdex Tro-cortesà i el Còdex Cortesà. Ambdues seccions van ser reunides en 1888. Potser va ser enviat a Carles I d'Espanya per Hernán Cortés, al costat del Quint reial. En la primera carta de relació, Cortesa descriu: "Més dos llibres dels quals aquí tenen els indis". Francisco López de Gómara en la seva crònica descriu que "van posar també amb aquestes coses alguns llibres de figures per lletres, que usen els mexicans, agafats com a draps, escrits pertot arreu. Uns eren de cotó i engrut, i uns altres de fulles de metl, que serveixen de paper; cosa fart de veure. Però com no els van entendre, no els van estimar." Quan es va enviar la primera carta, l'expedició de Cortés ja havia tingut intercanvis amb els maies a l'illa de Cozumel, i amb els maies chontales després de la batalla de Centla.

## El Còdex de París
Presumptament descobert en una cantonada d'una xemeneia plena de pols de la Biblioteca Imperial de París (ara Biblioteca Nacional de França) després de ser adquirit en 1832, es va donar a conèixer a partir de 1859 per part de Léon de Rosny. Aquest còdex, també conegut com a "Còdex Peresianus", es troba en l'actualitat en els Fons Mexicans (Fonds Mexicain) de la Biblioteca Nacional de França i guardat sense exhibició al públic. No obstant això, d'aquest còdex existeixen còpies que han permès el seu estudi. Aquestes còpies, en la seva majoria, es deriven de la versió cromolitografica de Léon de Rosny en 1887 (com la publicació de Graz de 1968 i la de Chiapas de Thomas Lee Jr. de 1995) i la versió fotogràfica en blanc i negre de 1888.
El document disposa d'un total d'onze pàgines, de dues de les quals s'han perdut completament tots els detalls, i en les altres vuit es preserven els glifos situats en la part central, però tots els motius propers als quatre marges s'han esborrat. L'única discussió completa sobre el còdex és el treball de Bruce Love en "El Còdex de París: Manual per a un sacerdot maia" de 1994, que refereix la seva temàtica a qüestions rituals, corresponent als déus i les seves cerimònies, profecies, calendari de cerimònies i un zodíac dividit en 364 dies.

## El Còdex de Grolier
Encara que els altres tres còdexs van ser trobats a partir del segle xix, el Còdex de Grolier es va donar a conèixer en 1971. Es va dir que aquest quart còdex maia va ser trobat en una cova en la serra de Chiapas en 1965; va pertànyer al doctor José Sáenz, qui els va mostrar al maianista Michael D. Coe en el club Grolier de Nova York, per la qual cosa se li coneix amb aquest nom. És un fragment d'11 pàgines molt mal conservat, i s'ha determinat que va haver de pertànyer a un llibre amb 20 pàgines. Cada pàgina mesura 18 cm d'alt per 12.5 cm d'ample. Per mitjà de datació basada en el carboni 14 s'ha calculat que es va fabricar en 1230 dC +/- 130 anys. Malgrat això, l'autenticitat del còdex, i més particularment de la seva escriptura, queda controvertida.
Actualment està guardat en un museu de Mèxic, però no exposat al públic. En Internet poden trobar-se fotografies escanejades del còdex. Les pàgines són molt menys detallades que les dels altres còdexs. A cada pàgina sempre es troba la figura d'un personatge mirant cap al costat esquerre de la pàgina i invariablement sostenint una arma o algun instrument. A dalt de cada pàgina hi ha un nombre. En la part inferior sembla haver-hi una llista de dates.

### Controvèrsies al voltant del Còdex Grolier
Hi ha discrepàncies entre els estudiosos, perquè molts consideren que es tracta d'una falsificació i uns altres ho consideren un quart còdex maia. Encara que s'ha calculat la datació per radiocarboni, que situa una possible data d'elaboració al segle xii, es dubta de la seva autenticitat pel fet que està escrit solament en l'anvers de les pàgines, la qual cosa discrepa dels altres còdexs. La doctora Laura Elena Sotelo, especialista en còdexs maies del Centre d'Estudis maies de l'Institut de Recerques Antropològiques de la UNAM, ha estudiat el Grolier i va declarar que "les evidències apunten al fet que està fet en 1960, si bé encara hi ha controvèrsies sobre aquest tema".

## El Còdex Pérez
No és aquest un còdex com els anteriors, ja que no és un document primari, encara que té també un valor molt gran. Còdex Pérez és el nom que el bisbe Crescencio Carrillo i Ancona va donar al treball que va realitzar a principis del segle xix l'investigador maianista Juan Pío Pérez, consistent en una sèrie de còpies fragmentàries de diversos llibres del Chilam Balam, compilades amb el propòsit de realitzar els estudis cronològics que va emprendre l'investigador de la cultura maia a Yucatán.
Aquest còdex conté també un almanac solt de Maní i algunes altres transcripcions de diversos documents, a part dels llibres del Chilam Balam assenyalats anteriorment, particularment els llibres de Ixil, de Maní i de Kaua.

## Forma de creació
Durant anys es va pensar que els còdexs havien estat fets de fibra d'agave, però en 1910 R. Schwede va determinar que van ser fets mitjançant un procés que usava l'escorça interna d'una varietat de l'arbre de la figa, conegut com a amate. Posteriorment l'escorça es tractava amb una capa de calç (o alguna cosa semblant a la calç) sobre la superfície, sobre les quals s'escrivia amb pinzells i tinta. La tinta negra era carbó negre de sutge, els tons vermells es feien de hematita (òxid fèrric), blaus lluminosos (blau maia) i també verds i grocs. Els còdexs es van escriure en tires llargues d'aquest paper i es van doblegar en forma d'acordió. Les pàgines mesuraven prop de 10 per 23 cm (4 per 9 polzades).